# Josep Comas i Comadran
|  | «Josep Comas » redirigeix aquí. Vegeu-ne altres significats a «Josep Comas (desambiguació)». |

Josep Comas i Comadran (Montcada, 1867 - Barberà del Vallès, 1947) va ser un polític català. Fou alcalde de Barberà del Vallès del 1923 al 1931. Juntament amb el comte de Fígols, va ser promotor de la urbanització del barri de la Creu de Barberà, agregat a Sabadell el 19 de febrer de 1959.